# 恒生商學書院
恒生商學書院（英語：Hang Seng School of Commerce，簡稱恒商），曾經是一所提供大學預科課程及專上教育的學校，位於香港沙田區小瀝源。1980年由何善衡基金及多位恒生銀行董事資助注資創立，2012年隨著三三四高中教育改革，書院停止運作，原址轉制成恒生管理學院，並於2018年升格為香港恒生大學。

## 歷史
1963年恒生銀行籌辦銀行及商務初級訓練課程，銀行前董事長何善衡於1969年建議成立一所全日制非牟利學府，按香港財經界的需要，培訓商界人才。當時的恒生銀行總經理利國偉向政府申請撥地建校，1974年獲政府撥出沙田小瀝源一塊土地，1980年創校。該校最初只提供兩年制商業管理文憑，接收未能升讀大學或未能負擔大專院校學費的學生，取錄條件完全以學業成績為準則，並免收學費。1981年增辦夜間課程，供成年人就讀。
1991年起，香港大專學額增加，該校開始兼辦兩年大學預科課程。而以往的兩年制商學文憑課程亦改為一年制，並於1995年起停辦所有文憑課程。1992年獲批准成為直接資助院校。隨後又開設工商管理副學士課程。
2010年，恒生商學書院成立恒生管理學院，根據《專上學院條例》註冊為專上學院，並於同年9月開辦首批學士學位課程。與此同時，原本由恒生商學書院開辦的工商管理副學士課程及工商管理副學士先修課程，亦由恒生管理學院接辦。因應新高中學制實行，2011年停止收取中六新生；同年停辦一年制工商管理學士銜接課程。
恒生商學書院成立初期，恒生董事捐資約八千萬港元，興建校舍，學校隨後以基金形式運作，現時滾存約五億元，除了支付學校日常運作外，校方每年撥出約四十個獎學金，總額約值一千萬元。

## 香港高級程度會考成績
該校自開辦預科課程起，其學生於香港高級程度會考的成績穩步上揚。自2007年起，每年有超過一半學生考獲至少一科甲等，更多次囊括全香港所有6A成績，因此被傳媒稱為冠以「A級學府」、「A工廠」、「狀元搖籃」等美譽。
該校各年香港高級程度會考成績概況如下：
| 年份 | A總數 | 考獲至少1A     | 考獲5A         | 考獲6A         |
| 年份 | A總數 | 人數（百分比） | 人數（百分比） | 人數（百分比） |
| ---- | ----- | -------------- | -------------- | -------------- |
| 2006 | 305   | 173（49.4%*）  | 2（0.6%*）     | 2（0.6%*）     |
| 2007 | 366   | 192（52.0%）   | 5（1.3%）      | 0（0.0%）      |
| 2008 | 517   | 249（69.7%）   | 6（1.6%）      | 2（0.5%）      |
| 2009 | 495   | 237（67.9%）   | 6（1.7%）      | 2（0.6%）      |
| 2010 | 581   | 253（74.0%）   | 15（4.4%）     | 2（0.6%）      |
| 2011 | 502   | 242（70.3%）   | 9（2.6%）      | 4（1.2%）      |
| 2012 | 596   | 261（74.8%）   | 11（3.2%）     | 3（0.9%）      |

* 代表估計數字（該年總考生人數不明）

## 末任管理層及主要教職員

### 恒生商學書院校董會
校董會主席
- 李慧敏：恒生銀行副董事長兼行政總裁

校董會秘書
- 李志忠：時任恒生銀行助理總經理兼公司秘書及法律部主管

校董
- 陳國威：時任新鴻基地產發展有限公司執行董事兼首席財務總監
- 陳力生：時任恒生銀行副總經理兼企業及商業銀行業務主管
- 鄭慕智：時任胡百全律師事務所首席合夥人
- 何子樑：時任何善衡慈善基金會有限公司董事及伯利衡投資管理有限公司董事
- 林秀棠：時任已故林炳炎先生之子（恒生銀行創辦人之一）
- 梁永祥：時任恒生銀行執行董事兼個人銀行業務主管
- 陸觀豪：恒生銀行前常務董事兼副行政總裁
- 譚天放：時任新鴻基地產（中國）有限公司執行董事
- 王漸：時任香港大學經濟學教授
- 楊紹信：時任羅兵咸永道會計師事務所主席及首席合夥人

### 校務管理委員會
主席兼校監
- 李慧敏：恒生銀行副董事長兼行政總裁

委員
- 陳力生：時任恒生銀行副總經理兼企業及商業銀行業務主管
- 陳志輝：時任香港中文大學逸夫書院院長暨行政人員工商管理碩士課程主任
- 陳增聲：時任嶺南大學協理副校長（學術質素保證）及信興市場學講座教授
- 梁蘇淑貞：時任勞工處助理處長（就業事務）
- 林周露兒（兼秘書）：時任恒生銀行助理總經理兼人力資源主管
- 唐慶綿
- 鄭錦波：時任香港執業會計師
- 崔康常：時任校長
- 區翠華：時任副校長
- 萬志光：時任教師代表

| - 利國偉（1979年－1994年） - 歐肇基（1994年－1998年） - 鄭海泉（1998年－2005年） - 柯清輝（2005年－2009年） - 梁高美懿（2009年－2012年） - 李慧敏（2012年） | - 何雅明（1979年－1993年）（曾任第三師範學院及葛量洪教育學院院長） - 葉陳燕徽（1994年－1996年） - 崔康常，JP（1996年－2012年） |

| - 區翠華 - 曹虹（公共關係） - 黃寶財（發展） - 萬志光 - 黃偉民 | - 市場及管理系主任：池耀輝（AL 企業概論科主任） - 經濟及金融系主任：鍾開琦（AL 經濟學科主任） - 電子計算系主任：蔡美珍（AS 電腦應用科主任） - 會計系主任：任煥璋（AL 會計學原理科主任） - 中文系主任：陳潔珊（AS 中國語文及文化科主任） - 英文系主任：黃余錦雲（AS 英語運用科主任） - 數學及統計系主任：伍美莉（AS 數學及統計學科主任） |

## 歷年課程
- 兩年制大學預科課程（因應新高中學制，2012年起停辦）
  - 必修科：ASL 中國語文及文化、ASL 英語運用科
  - 選修科：AL 會計學原理、AL 經濟學、AL 企業概論、AS 電腦應用、AS 通識教育、AS 數學及統計學（可選修3AL或2AL+2AS）
- 一年制工商管理學士銜接課程（2011年起停辦）
- 一年制工商管理副學士先修課程（2010年由恒生管理學院接辦，2011年起停辦）
- 兩年制工商管理副學士課程（2010年起由恒生管理學院接辦，2016年起停辦）
- 一年制／兩年制商學文憑課程（1995年起停辦）

## 發展
2012年以後，歷時32年的香港高級程度會考將會結束，亦代表該校的預科課程快將告一段落。故此，該校於2010年開辦恒生管理學院，並以此專上學院的名義開辦本科課程及接辦原有的副學位課程。該校校長暨恒生管理學院創校校長崔康常表示，他將會繼承恒生銀行創辦人的辦學宗旨，以「博學篤行」為訓，發揚中國文化的「儒商」精神，並朝著將恒生管理學院打造為私立大學的目標進發。目前該校正進行一系列的校舍擴建工程，以配合恒生管理學院的未來發展。

## 實習機會及交流計劃
自2003年起，該校為同學推行工作實習計劃，獲得超過70所機構惠賜實習職位，包括恒生銀行、滙豐銀行、香港品質保證局、香港郵政及電訊盈科。校方期盼海外交流計劃可以讓同學走出香港，身處實際的語境精修英語或普通話，學習效益倍增。同學將會接受密集式的語文訓練，跟當地學生交流。海外交流計劃由該校與國際知名學府共同主持，包括澳洲國立大學及北京外國語大學。

## 學生組織
恒生商學書院設有預科部學生會，隸屬於恒商校方。

### 預科部學生會
恒生商學書院預科部學生會，為代表全體恒生商學書院預科部學生的組織，所有中六及中七學生均為當然會員。該會冠以「預科部」之名，以與恒生管理學院副學士課程及本科課程所屬學生組織作識別。該會主要職能乃作為學生與校方之間的溝通橋樑，及舉辦不同種類活動以及提供福利。   
學生會幹事會由學期初經各班學生以一人兩票形式於所屬班別選出兩名代表組成。每名代表均可申請成為主席候選人。主席候選人可進行拉票活動，於十月下旬問政大會當日透過全校學生以一人一票方式，選出新一屆主席及副主席。新、舊學生會交職典禮於每年十一月舉行。
由於該校預科課程停止收錄中六新生，該會2010-11年度幹事會將留任至2012年初，代行會務。2012年1月12日，該會幹事會向全體會員宣讀最後一份會務報告，標誌着該會的歷史任務至此告一段落。

## 著名校友
- 朱子昭：新城廣播有限公司總經理（節目規劃及頻道運作）
- 林凱源：GoGoVan創辦人
- 崔潔彤：香港電台，晨光第一線節目主持
- 辛小華（Calvin Sun）：補習導師，嘉勳教育創辦人
- 周詩泓：前無綫新聞記者
- 胡鴻鈞：超級巨聲2亞軍，香港著名歌手、演員、主持，無綫電視男藝人
- 王俊杰：時事評論員，《香港民族論》編者
- 李啟迪：時事評論員，《香港民族論》編者
- 陳健麟：紀律部隊評議會主席團（2012−）
- 鄧日朗：前香港大學學生會會長，基本法推廣督導委會委員
- 李軒朗：前學聯秘書長，九龍角落主席，光復紅土遊行申請人
- 區翠華：宏恩基督教學院副校長（行政）
- 洪龍荃：基金經理，資產管理公司投資總監
- 陳家健：修身堂集團（上市編號8200）執行董事，香港大學校董

## 途經之公共交通服務
大老山隧道
校園周邊
港鐵
- █  屯馬綫：第一城站 (鄰近香港駕駛學院、愉翠苑); 石門站 (鄰近碩門邨)

## 注腳
1. ↑  立法會文件[永久]
2. ↑  恒商變「超級A工廠」香港明報
3. ↑  商簡介 的存檔，存档日期2010-01-31.
4. ↑  恒生管理學院簡介 的存檔，存档日期2010-06-06.
5. ↑  恒商囊括4名6A狀元成大贏家[永久]
6. ↑  恒生商學書院2010/11年度年報—校長的話[永久]